# 布魯姆菲爾德鎮區 (密歇根州伊莎貝拉縣)
布魯姆菲爾德鎮區（英語：Broomfield Township）是位於美國密歇根州伊莎貝拉縣的一個行政鎮區。

## 地方資料
布魯姆菲爾德鎮區的面積為92.50平方千米，當中陸地面積為90.40平方千米，而水域面積為2.10平方千米。根據2020年美國人口普查的數據，當地共有人口1857人，而人口密度為每平方千米20.08人。